# Hyantes
 (janvier 2021).
Si vous disposez d'ouvrages ou d'articles de référence ou si vous connaissez des sites web de qualité traitant du thème abordé ici, merci de compléter l'article en donnant les références utiles à sa vérifiabilité et en les liant à la section « Notes et références ».
Les Hyantes(en grec : Ύαντες), sont un peuple primitif de l'ancienne Grèce, dans la Béotie.

## Histoire
Chassés par Cadmos de la Béorie, les Hyantes se réfugient en Phocide, où ils fondent la ville de Hyampolis, sur la chaîne du Parnasse.
Les Muses étaient surnommées Hyantides car l'Hélicon, leur séjour, était situé dans le pays des Hyantes.